# 格里尼翁 (科多尔省)
格里尼翁（法語：Grignon，法語發音：[ɡʁiɲɔ̃]）是法国科多尔省的一个市镇，属于蒙巴尔区。

## 地理
格里尼翁（47°33'37"N, 4°24'35"E）面积11.68 平方千米，位于法国勃艮第-弗朗什-孔泰大區科多尔省，该省份为法国中东部省份，北起奥布省，西接涅夫勒省和约讷省，南至索恩-卢瓦尔省，东南接汝拉省，东临上索恩省，东北部与上马恩省接壤。
与格里尼翁接壤的市镇（或旧市镇、城区）包括：伯努瓦塞、塞尼、沃纳雷莱洛姆、尚杜瓦索、朗蒂利、马桑日莱瑟米尔、梅内特勒勒皮图瓦、蒙蒂尼-蒙福尔。

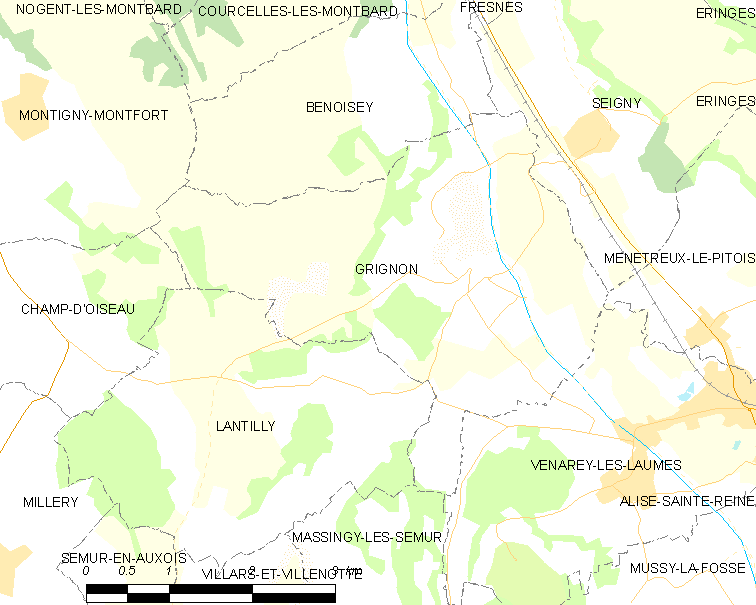
的OSM定位图

格里尼翁的时区为UTC+01:00、UTC+02:00（夏令时）。

## 行政
格里尼翁的邮政编码为21150，INSEE市镇编码为21308。

## 政治
格里尼翁所属的省级选区为蒙巴尔县。

## 人口

1962-2008年间人口变化图示

格里尼翁于2022年1月1日时的人口数量为191人。